# Yang Zigang
Yang Zigang (september 1958) is een Chinees diplomaat. Hij was van 2013 tot 2016 ambassadeur in Suriname en van 2017 tot 2020 in Eritrea.

## Biografie
Yang Zigang is afkomstig uit de provincie Hebei en diende zijn land tot 2013 op de ambassade in Washington D.C. In 1992 was hij viceconsul in New York.
Op 12 maart 2013 trad hij aan als ambassadeur in Suriname, met de overhandiging van zijn geloofsbrieven aan president Desi Bouterse. In juni 2013 maakte Bouterse met Yang een staatsbezoek aan China. Hij bleef aan tot circa april/mei 2016.
In januari/februari 2017 benoemde president Xi Jinping Yang tot ambassadeur in Eritrea. Hij bleef daar aan tot circa februari 2020